# Wiggans Hills
Wiggans Hills är en kulle i Antarktis. Den ligger i Östantarktis. Argentina och Storbritannien gör anspråk på området. Toppen på Wiggans Hills är 700 meter över havet.
Terrängen runt Wiggans Hills är kuperad åt sydost, men åt nordväst är den platt. Trakten är obefolkad. Det finns inga samhällen i närheten.